# آگاما
آگاما (نام علمی: Agama) به هر یک از مارمولک‌های کوچک و دم‌دراز و حشره‌خوار عضو سرده آگاماها (نام علمی: Agama) گفته می‌شود. این سرده دارای کمینه ۳۷ گونه در آفریقا است؛ جایی که این جانوران در آن معمول‌ترین مارمولک‌ها به شمار می‌روند. آگاماها در اندازه‌های گوناگون – از ۱۲٫۵ تا ۳۰ سانتی‌متر – و رنگ‌های مختلف یافت می‌شوند. شناخته‌شده‌ترین آگاما، آگامای معمولی است که به فراوانی در آفریقای سیاه زندگی می‌کند.

## گونه‌ها
بر پایه حروف الفبای لاتین:

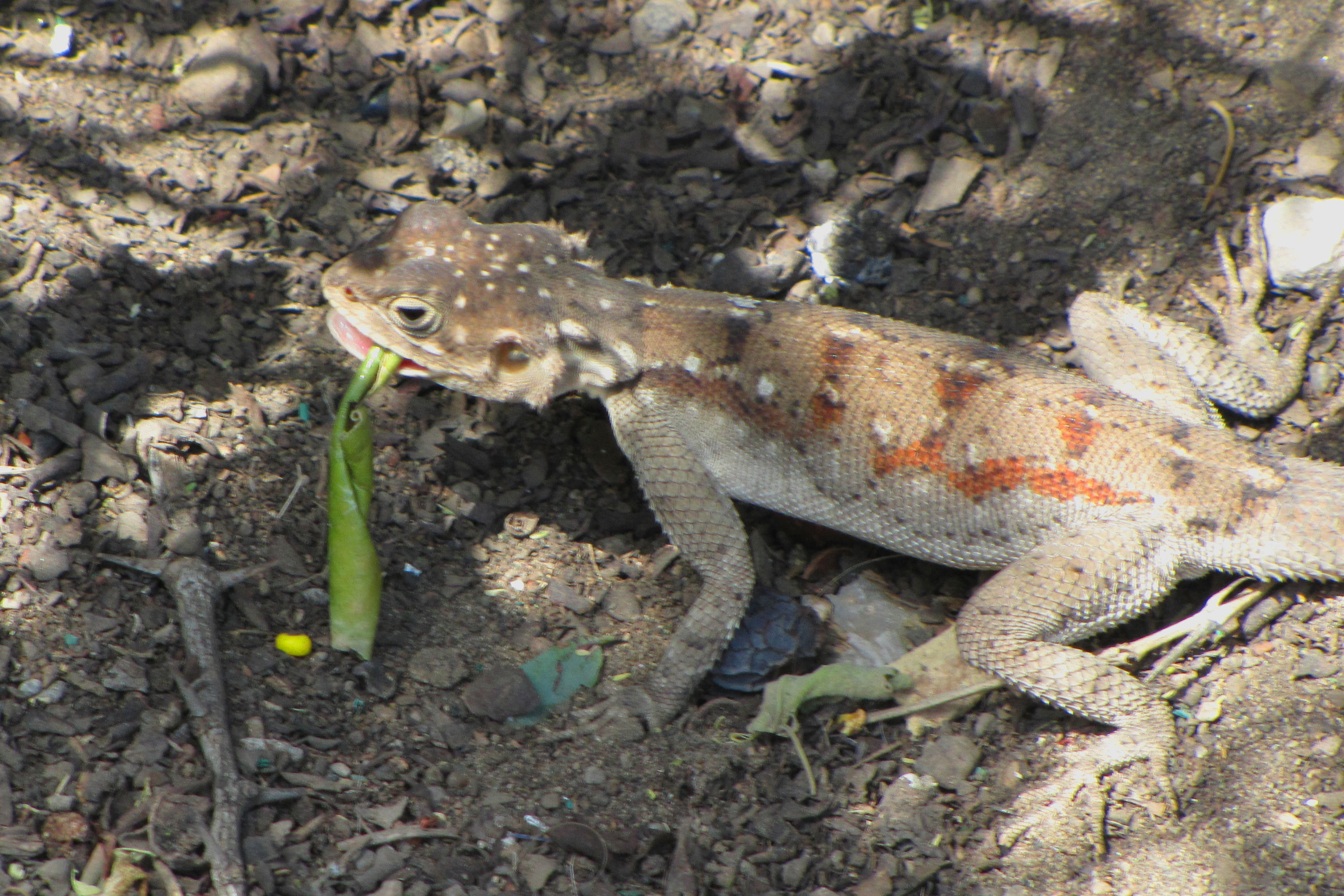
آگامای خاکی (Agama aculeata)، ماده، تانزانیا

- Agama aculeata مرم، ۱۸۲۰ – آگامای خاکی
- آگامای معمولی (لینه، ۱۷۵۸) – آگامای معمولی
- Yellow-headed Rock Agama – آگامای صخره ای سر زرد
- Agama anchietae بوکاژ، ۱۸۹۶ – آگامای سنگی غربی
- Agama armata پیترز، ۱۸۵۵ – آگامای خاردار گرمسیر
- Agama atra دودن، ۱۸۰۲ – آگامای سنگی جنوبی
- Agama bocourti روشبرون، ۱۸۸۴ – آگامای باکورت
- Agama bottegi بولانژه، ۱۸۹۷ – آگامای سومالی
- Agama boueti شابانو، ۱۹۱۷ – آگامای مالی
- Agama boulengeri لاتاست، ۱۸۸۶ – آگامای بولانژه
- Agama castroviejoi پادیال، ۲۰۰۵ – آگامای موریتانی
- Agama caudospinosa میک، ۱۹۱۰ – آگامای سنگی المنتیتا
- Agama cornii اسکورتچی، ۱۹۲۸ – آگامای اسکورتچی
- Agama cristata موکوار، ۱۹۰۵ - Insular Agama
- Agama doriae بولانژه، ۱۸۸۵ – آگامای نیجریه
- Agama etoshae مک‌لکان، ۱۹۸۱ – آگامای اتوشا
- Agama finchi بوم و دیگران، ۲۰۰۵ – آگامای فینچ
- Agama gracilimembris شابانو، ۱۹۱۸ – آگامای بنین
- Agama hartmanni پیترز، ۱۸۶۹ – آگامای هارتمان
- Agama hispida (کپ، ۱۸۲۷) – آگامای خاردار معمولی
- Agama impalearis بوتگر، ۱۸۷۴ – آگامای بیلبرون
- Agama kaimosae لاوریج، ۱۹۳۵
- Agama kirkii بولانژه، ۱۸۸۵ – آگامای سنگی کیرک
- Agama lanzai
- Agama lebretoni واگنر، بارج و اشمیتز، ۲۰۰۹ - آگامای لبرتون
- Agama lionotus بولانژه، ۱۸۹۶ – آگامای سنگی کنیا
- Agama lucyae واگنر و بائر، ۲۰۱۱
- Agama montana باربور و لاوریج، ۱۸۲۸ – آگامای سنگی منتین
- Agama mossambica پیترز، ۱۸۵۴ – آگامای موزامبیک
- Agama mwanzae لاوریج، ۱۹۲۳
- Agama paragama گراندیسون، ۱۹۶۸ – آگامای دروغین
- Agama persimilis پارکر، ۱۹۴۲ – آگامای رنگین سومالی
- Agama planiceps پیترز، ۱۸۶۲ – آگامای سنگی نامیب
- Agama robecchii بولانژه، ۱۸۹۲ – آگامای روبچی
- Agama rueppelli ویان، ۱۸۸۲ – آگامای روپل، آگامای درختی
- Agama sankaranica شابانو، ۱۹۱۸ – Senegal Agama
- Agama somalica
- Agama spinosa گری، ۱۸۳۱ – آگامای خاردار لانزا
- Agama sylvana مک‌دونالد، ۱۹۸۱
- Agama tassiliensis گنیز، پادیال، و کروشه، ۲۰۱۱
- Agama turuensis لاوریج، ۱۸۹۶
- Agama weidholzi وتشتاین، ۱۹۳۲ – آگامای گامبیا